# ATP Challenger Tour Finals 2012
Die ATP Challenger Tour Finals 2012 war ein Tennisturnier, das im Stadion Ginásio do Ibirapuera in São Paulo, Brasilien vom 26. November bis 2. Dezember 2012 im Freien auf Hartplatz ausgetragen wurde.
Das Turnier wurde von der ATP zum zweiten Mal ausgetragen und war Teil der ATP Challenger Tour 2012. Es war das Saisonabschlussturnier für die Spieler der ATP Challenger Tour. Qualifiziert waren die besten sieben Spieler des Jahres 2012 und ein Spieler, der mit einer Wildcard vom Veranstalter nominiert wurde. Gespielt wurde in zwei Vierer-Gruppen im sogenannten Round-Robin-Verfahren, wo jeder Spieler einmal gegen alle anderen Spieler derselben Gruppe antrat. Die jeweils besten zwei Spieler jeder Gruppe qualifizierten sich für die Endrunde, die im K.-o.-System ausgetragen wurde, wobei jeweils der Gruppensieger gegen den Gruppenzweiten der jeweils anderen Gruppe antrat.

## Preisgeld und Punkte
Das Gesamtpreisgeld betrug 220.000 US-Dollar.
| Runde                    | Einzel    | Punkte |
| ------------------------ | --------- | ------ |
| Sieg                     | +45.000 $ | +50    |
| Halbfinalsieg            | +21.000 $ | +30    |
| Gruppenphase (3 Siege)   | +18.900 $ | +45    |
| Gruppenphase (2 Siege)   | +12.600 $ | +30    |
| Gruppenphase (ein Sieg)  | 0+6.300 $ | +15    |
| Gruppenphase (kein Sieg) | 0+6.300 $ | +00    |
| Ersatzspieler            | 0+3.500 $ | +00    |

## Qualifikation
Die sieben bestplatzierten Herren der ATP Challenger Tour qualifizierten sich für diesen Wettbewerb. Dazu kam noch ein Reservist.
Entscheidend für die Qualifikation war die ATP Challenger Jahresrangliste, Stand 5. November 2012.
| ATP Challenger Rankings (Stand: 5. November 2012) | ATP Challenger Rankings (Stand: 5. November 2012) | ATP Challenger Rankings (Stand: 5. November 2012) | ATP Challenger Rankings (Stand: 5. November 2012) | ATP Challenger Rankings (Stand: 5. November 2012) | ATP Challenger Rankings (Stand: 5. November 2012) |
| #                                                 | Spieler                                           | Punkte                                            | Turniere                                          | ATP                                               | Qualifikationsdatum                               |
| ------------------------------------------------- | ------------------------------------------------- | ------------------------------------------------- | ------------------------------------------------- | ------------------------------------------------- | ------------------------------------------------- |
| 1                                                 | Victor Hănescu                                    | 562                                               | 11                                                | 064                                               | 5. November 2012                                  |
| 2                                                 | Paolo Lorenzi                                     | 510                                               | 13                                                | 069                                               | 5. November 2012                                  |
| 3                                                 | Martin Kližan                                     | 483                                               | 12                                                | 029                                               |                                                   |
| 4                                                 | Aljaž Bedene                                      | 471                                               | 15                                                | 091                                               | 5. November 2012                                  |
| 5                                                 | Andrei Kusnezow                                   | 459                                               | 16                                                | 075                                               |                                                   |
| 6                                                 | Jerzy Janowicz                                    | 450                                               | 14                                                | 026                                               |                                                   |
| 7                                                 | Jewgeni Donskoi                                   | 445                                               | 20                                                | 122                                               |                                                   |
| 8                                                 | Tatsuma Itō                                       | 438                                               | 11                                                | 065                                               |                                                   |
| 9                                                 | Guido Pella                                       | 426                                               | 18                                                | 116                                               | 5. November 2012                                  |
| 10                                                | Daniel Gimeno Traver                              | 423                                               | 14                                                | 070                                               |                                                   |
| 11                                                | Andreas Haider-Maurer                             | 421                                               | 20                                                | 098                                               |                                                   |
| 12                                                | Roberto Bautista Agut                             | 416                                               | 11                                                | 076                                               |                                                   |
| 13                                                | Grega Žemlja                                      | 399                                               | 15                                                | 053                                               |                                                   |
| 14                                                | Rubén Ramírez Hidalgo                             | 393                                               | 15                                                | 096                                               | 5. November 2012                                  |
| 15                                                | Gastão Elias                                      | 392                                               | 24                                                | 133                                               | 5. November 2012                                  |
| 16                                                | João Sousa                                        | 391                                               | 23                                                | 139                                               |                                                   |
| 17                                                | Gō Soeda                                          | 385                                               | 11                                                | 060                                               |                                                   |
| 18                                                | Igor Sijsling                                     | 385                                               | 12                                                | 067                                               |                                                   |
| 19                                                | Simone Bolelli                                    | 385                                               | 15                                                | 082                                               |                                                   |
| 20                                                | Adrian Ungur                                      | 382                                               | 16                                                | 111                                               | 5. November 2012                                  |

- Die sieben Spieler, deren Namen grün unterlegt ist, waren für São Paulo qualifiziert
- Die 13 Spieler, deren Namen orange unterlegt ist, hatten ihre Saison vorzeitig beendet und nahmen ihr Startrecht in São Paulo nicht wahr

Neben den für das Challenger Tour Final qualifizierten Spielern Victor Hănescu, Paolo Lorenzi, Aljaž Bedene, Guido Pella, Rubén Ramírez Hidalgo, Gastão Elias und Adrian Ungur nahm Thomaz Bellucci als topgesetzter Spieler mit einer Wildcard teil. Als Ersatzspieler wurde Thiago Alves nominiert, der nach dem ersten Spieltag für Bellucci zum Einsatz kam.

## Round Robin

### Grüne Gruppe

#### Ergebnisse
| Spieler               | Spieler               | Ergebnis        |
| --------------------- | --------------------- | --------------- |
| Rubén Ramírez Hidalgo | Adrian Ungur          | 4:6, 6:4, 2:6   |
| Thomaz Bellucci       | Guido Pella           | 6:4, 6:75, 5:7  |
| Thiago Alves          | Rubén Ramírez Hidalgo | 3:6, 6:73       |
| Adrian Ungur          | Guido Pella           | 4:6, 7:66, 7:65 |
| Thiago Alves          | Adrian Ungur          | 7:66, 6:2       |
| Rubén Ramírez Hidalgo | Guido Pella           | 6:74, 2:6       |

#### Tabelle
| Pos. | Setzliste | Spieler               | Spiele | Sätze | Punkte |
| ---- | --------- | --------------------- | ------ | ----- | ------ |
| 1    | 6         | Adrian Ungur          | 2:1    | 4:4   | 42:43  |
| 2    | 7         | Guido Pella           | 2:1    | 5:3   | 49:43  |
| 3    | 9         | Thiago Alves 1        | 1:1    | 2:2   | 22:21  |
| 4    | 4         | Rubén Ramírez Hidalgo | 1:2    | 3:4   | 33:38  |
| 5    | 1         | Thomaz Bellucci 1     | 0:1    | 1:2   | 17:18  |

 1 Thiago Alves rückte nach dem Rückzug Thomaz Belluccis zum zweiten Spieltag als Reservespieler ins Feld.

### Gelbe Gruppe

#### Ergebnisse
| Spieler        | Spieler        | Ergebnis       |
| -------------- | -------------- | -------------- |
| Victor Hănescu | Aljaž Bedene   | 7:65, 7:65     |
| Paolo Lorenzi  | Gastão Elias   | 7:5, 6:2       |
| Aljaž Bedene   | Gastão Elias   | 6:3, 6:75, 6:3 |
| Paolo Lorenzi  | Victor Hănescu | 3:6, 4:6       |
| Aljaž Bedene   | Paolo Lorenzi  | 6:1, 6:3       |
| Victor Hănescu | Gastão Elias   | 6:3, 5:7, 3:6  |

#### Tabelle
| Pos. | Setzliste | Spieler        | Spiele | Sätze | Punkte |
| ---- | --------- | -------------- | ------ | ----- | ------ |
| 1    | 3         | Victor Hănescu | 2:1    | 5:2   | 40:35  |
| 2    | 5         | Aljaž Bedene   | 2:1    | 4:3   | 42:31  |
| 3    | 8         | Gastão Elias   | 1:2    | 3:5   | 36:45  |
| 4    | 2         | Paolo Lorenzi  | 1:2    | 2:4   | 24:31  |

## Finalrunde

### Halbfinale, Finale
|  | Halbfinale | Halbfinale     | Halbfinale | Halbfinale | Halbfinale |  |  | Finale | Finale       | Finale | Finale | Finale |
|  |            |                |            |            |            |  |  |        |              |        |        |        |
|  |            |                |            |            |            |  |  |        |              |        |        |        |
|  | 6          | Adrian Ungur   | 6          | 6          |            |  |  |        |              |        |        |        |
|  | 5          | Aljaž Bedene   | 4          | 1          |            |  |  |        |              |        |        |        |
|  |            |                |            |            |            |  |  | 6      | Adrian Ungur | 3      | 7      | 64     |
|  |            |                |            |            |            |  |  | 7      | Guido Pella  | 6      | 64     | 7      |
|  | 3          | Victor Hănescu | 63         | 2          |            |  |  |        |              |        |        |        |
|  | 7          | Guido Pella    | 7          | 6          |            |  |  |        |              |        |        |        |
|  |            |                |            |            |            |  |  |        |              |        |        |        |

### Erreichte Preisgelder und Weltranglistenpunkte
(Stand: 30. November 2012)
| Spieler               | Punkte | Antrittsgeld | Erspieltes Preisgeld | Gesamtpreisgeld |
| --------------------- | ------ | ------------ | -------------------- | --------------- |
| Guido Pella           | 110    | 6.300 $      | 78.600 $             | 84.900 $        |
| Adrian Ungur          | 60     | 6.300 $      | 33.600 $             | 39.900 $        |
| Aljaž Bedene          | 30     | 6.300 $      | 12.600 $             | 18.900 $        |
| Victor Hănescu        | 30     | 6.300 $      | 12.600 $             | 18.900 $        |
| Thiago Alves          | 15     | 6.300 $      | 6.300 $              | 12.600 $        |
| Gastão Elias          | 15     | 6.300 $      | 6.300 $              | 12.600 $        |
| Paolo Lorenzi         | 15     | 6.300 $      | 6.300 $              | 12.600 $        |
| Rubén Ramírez Hidalgo | 15     | 6.300 $      | 6.300 $              | 12.600 $        |
| Thomaz Bellucci       | 0      | 6.300 $      | 0 $                  | 6.300 $         |